# Стещина
Сте́щина — село в Україні, у Поліській селищній територіальній громаді Вишгородського району Київської області. Населення становить 198 осіб.

## Історія
19 липня 2020 року, в результаті адміністративно-територіальної реформи та ліквідації Поліського району, село увійшло до складу новоутвореного Вишгородського району. 
З лютого по квітень 2022 року село було окуповане російськими військами. 